# 30時間制

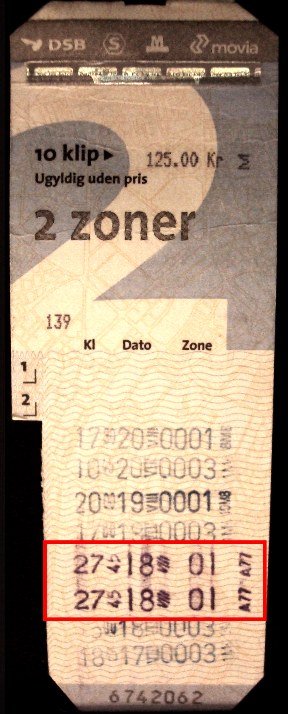
デンマーク国鉄（DSB）の回数券。赤枠部分で27:45と打刻されている。

30時間制（さんじゅうじかんせい）とは、24時間制を延長し、日界を午前6時とする、時刻の表記法の一種である。

## 概要
24時（正子）で終わる24時間制に対して、30時間制では、24時以降に6時間分だけ延長し、24時、25時、・・・29時、30時を用いる。そして、日界（日付が変わる時点）を午前0時ではなく午前6時とするものである。ここで、「日界」とは、どの時刻において「日」を進めるか（例えば3日→4日）ということであり、24時間制の場合は、それは午前0時であり、30時間制の場合は午前6時である。
したがって、24時間制と異なる表示となるのは、夜の0時（正子。昼の12時である正午の正反対）から午前6時の直前までの6時間のみである。そして、30時間制においては、0時・1時・2時・3時・4時・5時の表記がなされることはない。
なお、終了時刻を表す場合はそれを「30時」と表記することもある。これは、鉄道の時刻表などで、24時間制表記であるにもかかわらず、到着時刻に限り、正子（真夜中）を「24:00」と表記することと同様である。

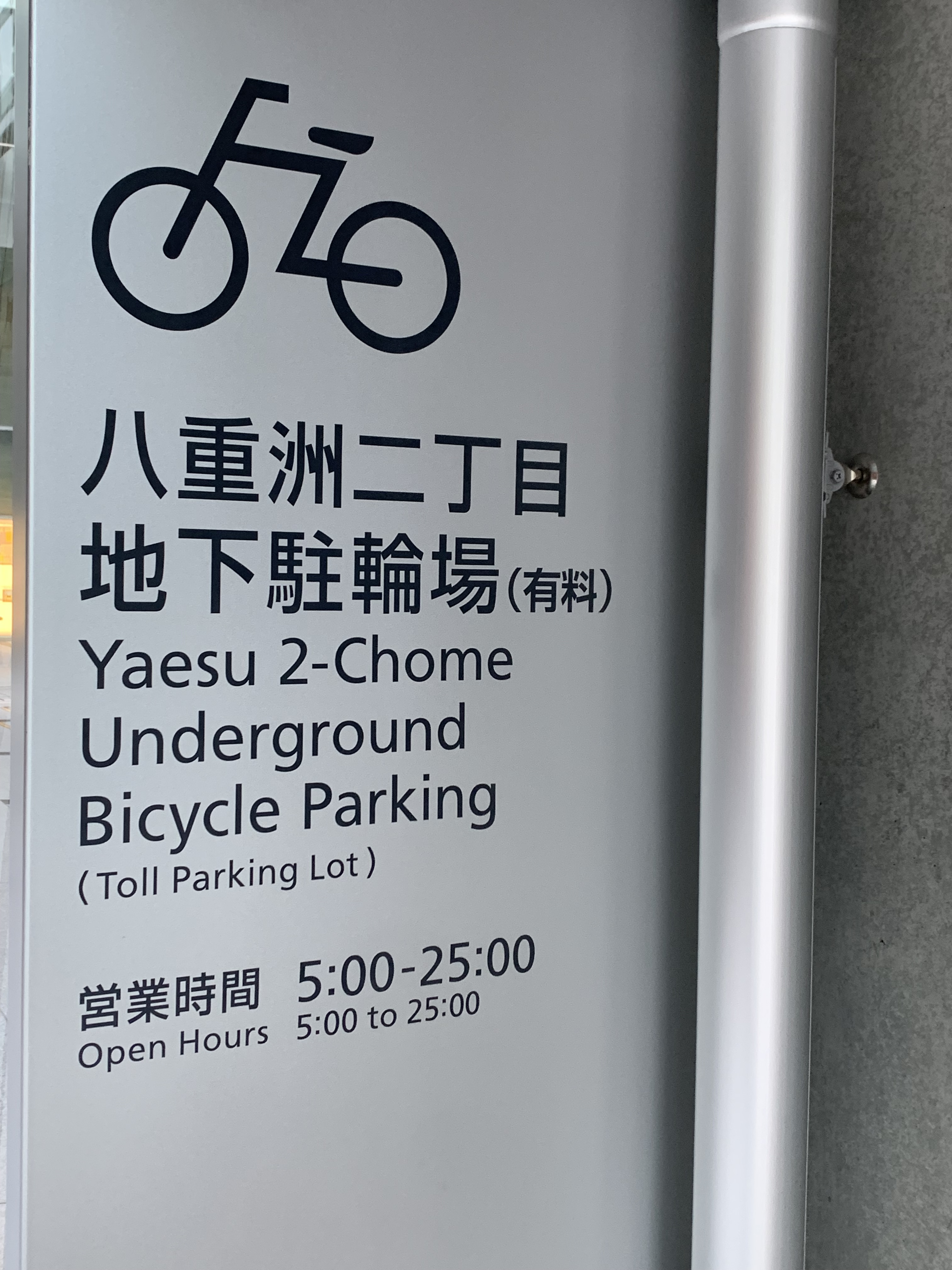
営業時間の終わりが25時となっている

## 表記の実際
24時間制と30時間制を対比すると、以下のようになる。日は、例として2日・3日・4日を用いている。
| 24時間制                   | 30時間制                   |
| -------------------------- | -------------------------- |
| 3日 06:00                  | 3日 06:00（=2日 30:00 ＊） |
| 3日 12:00                  | 3日 12:00                  |
| 3日 18:00                  | 3日 18:00                  |
| 3日 23:00                  | 3日 23:00                  |
| 4日 00:00（=3日 24:00 ＊） | 3日 24:00                  |
| 4日 01:00                  | 3日 25:00                  |
| 4日 02:00                  | 3日 26:00                  |
| 4日 03:00                  | 3日 27:00                  |
| 4日 04:00                  | 3日 28:00                  |
| 4日 05:00                  | 3日 29:00                  |
| 4日 06:00                  | 4日 06:00（=3日 30:00 ＊） |
| 4日 07:00                  | 4日 07:00                  |

＊：時刻表の終着時刻など、終了時刻を表す場合に使用される表記

## 変形
日界を午前6時ではなく、午前4時として28時間制、午前8時として32時間制などと呼ぶこともあるが、起点が異なるだけで、考え方は30時間制と同じである。起点が何時であるか記載されずに、24時間制で収まらないはずの24時や25時という表記が用いられる場合もある。
一例として、JR東日本のウェブサイトにおける列車時刻表は、深夜に運転する列車の発着時刻は「0:xx」「1:xx」ではなく、「24:xx」「25:xx」として、27時台まで表示される。

## 用いられる分野
日本の放送業界、天文分野、日本の深夜営業店舗の営業時間表記などで用いられる場合がある。
放送業界では、ビデオタイマー表示装置でこの表記に対応しているものがある。また、放送局の公式サイトや番組表、例えば『CM NOW』のスポンサーリストなどでも、24時、25時などのように表記されることがしばしばある。
ただし、放送分野でも30時間制を用いず、他の表記法（12時間制や24時間制）を用いることもある。例えば、NHKでは12時間制が採用されている。
天文分野でも30時間制が用いられている。例えば、国立天文台に勤務する天文学者たちが30時間制を採用している。国立天文台のある日本と、すばる望遠鏡のあるハワイ州との時差を考えて、コミュニケーションエラーを避けることができる点を利点として挙げている。例えば、ハワイで21時から翌朝6時までを観測する場合、時差が19時間ある日本では、翌日16時から翌々日1時までとなる。30時間制で表記すると、ハワイ時間（=ハワイ・アリューシャン標準時）で21時から30時、日本時間で翌日16時から翌日25時までとなる。観測途中で日替わりが発生しなくなるため、24時間制を用いる場合に比べて計算が楽になり、コミュニケーションエラーを避けられるという。また、論文を書く際にはUTCで表記する必要があるが、その際も、日本時間から単純に9時間引けばよく、24時間制に比べて計算が楽であるという。
アマチュア天文家の流星観測などでも、日付の間違いを防ぐために午前1時を前日の25時、午前2時を26時…と記録する習慣がある。
他には、時計メーカーにも30時間制表記に対応しているものがある。
なお、NHKが2003年に行った調査によると、午前1時を指している時計の図を見て、30時間制表記「25時」と表現するほうがわかりやすいと答えた人は1%に過ぎない。また、12時間制「午後11時から午前1時まで」よりも30時間制「23時から25時まで」がわかりやすいと答えた人も2%に過ぎない。そして、12時間制で答える人が圧倒的に多かった。